# Ярцы
Ярцы́ — посёлок в Прибайкальском районе Бурятии. Входит в сельское поселение «Гремячинское».

## География
Расположен на северо-западном берегу озера Котокель в 16 км к северо-востоку от Гремячинска, в 98 км северо-восточнее районного центра — села Турунтаево, в 1,5 км юго-восточнее Баргузинского тракта.

## История
Основан при строительстве санатория «Байкальский бор» в 1976 году. 

## Население
| 2002 | 2010 |
| ---- | ---- |
| 120  | ↘80  |

## Экономика
Туризм, рыболовство.